# Woodwardia
Woodwardia és un gènere de falgueres de la família Blechnaceae, amb 14-20 espècies originàries de les regions temperades i subtropicals de l'Hemisferi Nord. Són grans falgueres amb frondes que assoleixen els 50-300 cm de longitud, depenent de l'espècie.

## Taxonomia
El gènere Woodwardia inclou 8 espècies:
- Woodwardia areolata (L.) T. Moore
- Woodwardia fimbriata Sm.
- Woodwardia martinezii Maxon ex Weath.
- Woodwardia orientalis Sw.
- Woodwardia radicans (L.) Sm.
- Woodwardia semicordata Mickel et Beitel
- Woodwardia spinulosa M. Martens et Galeotti
- Woodwardia virginica (L.) Sm.